# Petrol Ofisi
Petrol Ofisi A.Ş. — турецкая топливная компания, которая также занимается производством смазочных материалов. Компания принадлежит VIP Turkey Enerji AS, дочерней компании Vitol Investment Partnership Ltd.
Petrol Ofisi является лидером на рынке топливных продуктов и дистрибуции в Турции с долей рынка в 23 %. Бизнес включает в себя более 1700 автозаправочных станций, один завод по производству смазочных материалов, 10 хранилищ для нефтепродуктов и 4 для сжиженного газа, общей вместимостью около 1,1 млн. м³, 20 единиц авиационной техники. Линейка продуктов включает в себя неэтилированный бензин, дизельное топливо, керосин, мазут, реактивное топливо, сжиженный газ, смазочные материалы и различные промышленные масла.
Компания заняла второе место с оборотом в размере 30,8 млрд долларов США в списке Capital 500, который включает в себя 500 крупнейших корпораций в турецком частном секторе. Компания имеет самую большую сеть автозаправочных станций в Турции. Объём производимых смазочных материалов и химических веществ Petrol Ofisi в год составляет 140 000 тонн. Общий объём продаж в 2016 году составил 10,68 млн тонн.
PO спонсирует такие виды спорта, как автогонки (GP2), ралли, гонки на скоростных катерах, картинг. Также является спонсором экспедиций на Эверест для турецких альпинистов. С 2006 по 2008 год Petrol Ofisi также был главным спонсором Формулы-1 «Гран-при Турции 2006 года», «Гран-при Турции 2007 года», «Гран-при Турции 2008 года».
Компания была создана 18 февраля 1941 года как государственная компания по импорту, запасам, переработке и распределению нефтепродуктов, став акционерным обществом в 1983 году.
24 июля 2000 года компания была приватизирована, и первоначально 51 % акций было приобретено Doğan Holding. 13 марта 2006 года австрийская нефтяная компания OMV купила 34 % акций за 1.054 миллиарда долларов США. После этой сделки доля Doğan Group снизилась с 86,7 % до 52,7 %. 22 октября 2010 года OMV объявила о покупке 54,17 % акций Doğan Holding на сумму 1 млрд евро, установив свою долю в компании до 95,75 %.
13 июня 2017 года Vitol объявил о том, что VIP Turkey Enerji AS, дочерняя компания Vitol Investment Partnership Ltd. завершила сделку по приобретению OMV Petrol Ofisi Holding AS («Petrol Ofisi») у австрийской OMV AG (OMV) за 1,368 миллиарда евро (1,451 миллиарда долларов США).
Selim Şiper был назначен генеральным директором и членом правления Petrol Ofisi A.Ş. После приобретения Petrol Ofisi Vitol Group Şiper был назначен для управления реструктуризацией бизнес-стратегии Petrol Ofisi и укрепления позиции на рынке. Şiper сменил Gülsüm Azeri и начал свою работу 16 октября 2017 года. Gülsüm Azeri приступит к работе в Наблюдательном совете VIP Turkey Holding B.V.